# Джеймс, Кенна
Кенна Джеймс (англ. Kenna James; род. 16 января 1995 года в Эвансвилле, Индиана, США) — американская порноактриса и эротическая фотомодель. Лауреат премии XBIZ Award в категории «Лучшая актриса второго плана» (2020) и AVN Awards в категории «Лучшая ведущая актриса» (2022).

## Карьера

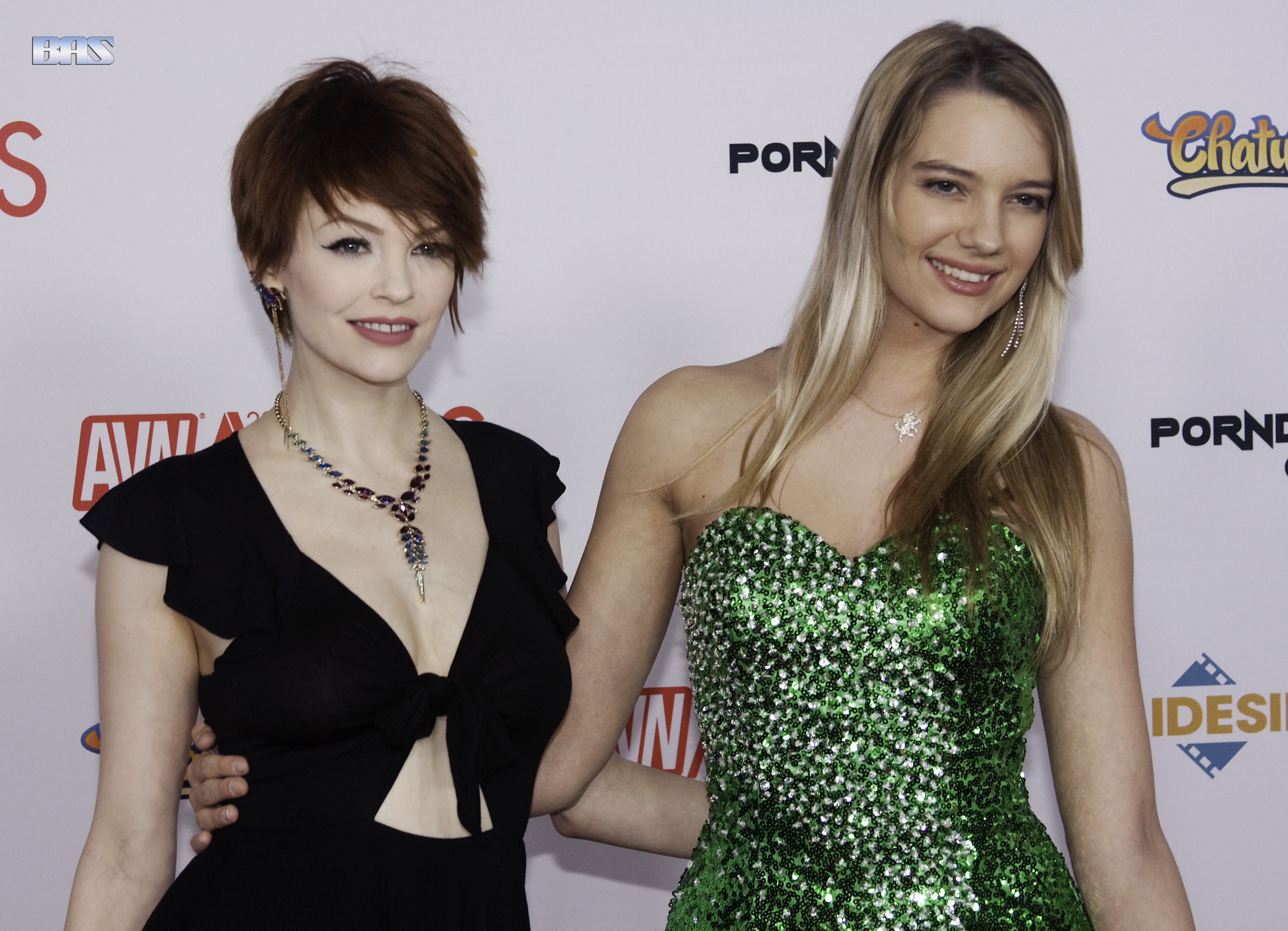
Бри Дэниелс и Кенна Джеймс на AVN Awards 2016

После окончания средней школы планировала стать ветеринаром. Работала официанткой и хостес в китайском ресторане, а также в гастрономе. Перед началом карьеры, в возрасте 18 лет танцевала стриптиз, после чего также начала сниматься на веб-камеру. Её агент нашёл и связался с ней через модельный веб-сайт. Дебютировала в индустрии для взрослых в декабре 2014 года в возрасте 19 лет, и первые съёмки были сцены с мастурбацией. Семья (включая бабушку и младшего брата) и друзья поддержали её выбор карьеры. Свою сексуальную ориентацию определяет как «бисексуальная». На протяжении двух с лишним лет снималась только в лесбийских сценах. В марте 2017 года в видео Kenna’s Sexual Fantasy студии X-Art впервые снялась в сцене с партнёром-мужчиной, которым стал Джеймс Дин. В том же месяце впервые снялась в сцене триолизма (девушка/девушка/парень) для порносайта Colette, где её партнёрами стали Наталья Старр и Джеймс Дин.
Сотрудничает с такими студиями, как Brazzers, Digital Playground, FM Concepts, Girlfriends Films, Girlsway, Mile High, X-Art и другими.
В феврале 2015 года Кенна была выбрана журналом Penthouse «Киской месяца». Через два месяца порносайт Twistys назвал её как Treat of the Month. В июле 2015 года стала Honey of the Month журнала Hustler. В октябре того же года снялась в образе кибер-девушки для Playboy. А в 2016 году была избрана «Киской года» Penthouse. В марте 2018 года стала Cherry of the Month по версии порносайта Cherry Pimps. В конце июня 2020 года выбрана сайтом Team Skeet как «All-Star». В апреле 2021 года названа студией Bang! «Красоткой месяца».
В августе 2019 года Кенна дебютировала в своей первой анальной сцене секса, снявшись для студии Tushy.
В январе 2020 года, впервые за пять лет карьеры, Кенна становится лауреатом премии XBIZ Award сразу в двух категориях: «Лучшая актриса второго плана» (за фильм Teenage Lesbian) и «Лучшая сцена секса — только девушки» (за Confessions of a Sinful Nun 2: The Rise of Sister Mona). В январе 2021 года за сцену лесбийского группового секса в тематике карантина Кенна выиграла первую в своей карьере премию AVN Awards. В результате голосования, организованного журналом NightMoves, Кенна в октябре 2021 года была награждена премией NightMoves Award в категории «Лучшая лесбийская исполнительница». В январе 2022 года была награждена третьей по счёту премией XBIZ Award, на этот раз в категории «Лесбийская исполнительница года». За роль в фильме Under the Veil Кенна в январе 2022 года была признана лучшей ведущей актрисой по версии AVN Awards.
По состоянию на апрель 2021 года снялась в более чем 400 порнофильмах и сценах.

## Награды и номинации
| Список наград и номинаций | Список наград и номинаций | Список наград и номинаций | Список наград и номинаций | Список наград и номинаций                                   |
| Год                       | Награда                   | Результат                 | Категория | Фильм                                                       |
| ------------------------- | ------------------------- | ------------------------- | --- | ----------------------------------------------------------- |
| 2016                      | AVN Award                 | Номинация                 | Лесбийская исполнительница года | н/д                                                         |
| 2016                      | AVN Award                 | Номинация                 | Лучшая лесбийская групповая сцена (вместе с Аидрой Фокс и Эй Джей Эпплгейт) | Girls Kissing Girls 17                                      |
| 2016                      | AVN Award                 | Номинация                 | Лучшая лесбийская сцена (вместе с Мией Малковой) | Mia Loves Girls                                             |
| 2016                      | AVN Award                 | Номинация                 | Награда поклонников: самый горячий новичок | н/д                                                         |
| 2016                      | XBIZ Award                | Номинация                 | Лесбийская исполнительница года | н/д                                                         |
| 2016                      | XRCO Award                | Номинация                 | Лучшая лесбийская исполнительница | н/д                                                         |
| 2017                      | AVN Award                 | Номинация                 | Лесбийская исполнительница года | н/д                                                         |
| 2017                      | AVN Award                 | Номинация                 | Лучшая лесбийская сцена (вместе с Кристен Скотт) | First Lesbian Summer                                        |
| 2017                      | XBIZ Award                | Номинация                 | Лесбийская исполнительница года | н/д                                                         |
| 2017                      | XBIZ Cam Award            | Номинация                 | Лучшая порно/вебкам-звезда | н/д                                                         |
| 2018                      | XBIZ Award                | Номинация                 | Лесбийская исполнительница года | н/д                                                         |
| 2019                      | AVN Award                 | Номинация                 | Лучшая актриса второго плана | The Puppeteer                                               |
| 2019                      | AVN Award                 | Номинация                 | Лучшая лесбийская групповая сцена (вместе с Эбигейл Мэк и Эйприл О’Нил) | Fantasy Factory: Wastelands                                 |
| 2019                      | NightMoves Award          | Номинация                 | Лучшая лесбийская исполнительница | н/д                                                         |
| 2019                      | XBIZ Award                | Номинация                 | Лучшая актриса второго плана | Love in the Digital Age                                     |
| 2019                      | XBIZ Award                | Номинация                 | Лучшая актриса второго плана | The Possession of Mrs. Hyde                                 |
| 2019                      | XBIZ Award                | Номинация                 | Лучшая сцена секса — только девушки (вместе с Эвелин Клэр) | Classic Porn                                                |
| 2019                      | XBIZ Award                | Номинация                 | Лучшая сцена секса — только девушки (вместе с Эйприл О’Нил) | Fantasy Factory: Wastelands                                 |
| 2020                      | AVN Award                 | Номинация                 | Лучшая актриса второго плана | Teenage Lesbian                                             |
| 2020                      | AVN Award                 | Номинация                 | Лучшая лесбийская сцена (вместе с Шарлоттой Стокли) | Confessions of a Sinful Nun 2: The Rise of Sister Mona      |
| 2020                      | AVN Award                 | Номинация                 | Лучшая сцена секса в виртуальной реальности (вместе с Бамбино, Джейд Найл и Кристианой Чинн) | Desert Orgy                                                 |
| 2020                      | NightMoves Award          | Номинация                 | Лучшая актриса | н/д                                                         |
| 2020                      | XBIZ Award                | Номинация                 | Исполнительница года | н/д                                                         |
| 2020                      | XBIZ Award                | Номинация                 | Лесбийская исполнительница года | н/д                                                         |
| 2020                      | XBIZ Award                | Победа                    | Лучшая актриса второго плана | Teenage Lesbian                                             |
| 2020                      | XBIZ Award                | Номинация                 | Лучшая актриса тематического фильма — табу | In Vivo                                                     |
| 2020                      | XBIZ Award                | Номинация                 | Лучшая сцена секса — виньетка (вместе с Джонни Синсом) | Natural Beauties 10                                         |
| 2020                      | XBIZ Award                | Победа                    | Лучшая сцена секса — только девушки (вместе с Шарлоттой Стокли) | Confessions of a Sinful Nun 2: The Rise of Sister Mona      |
| 2020                      | XBIZ Award                | Номинация                 | Лучшая сцена секса — только девушки (вместе с Чери Девилль) | Girlcore: A Delicate Vice                                   |
| 2020                      | XBIZ Award                | Номинация                 | Лучшая сцена секса — только девушки (вместе с Кристен Скотт) | Teenage Lesbian                                             |
| 2020                      | XRCO Award                | Номинация                 | Невоспетая сирена года | н/д                                                         |
| 2021                      | AVN Award                 | Номинация                 | Исполнительница года | н/д                                                         |
| 2021                      | AVN Award                 | Номинация                 | Лучшая актриса второго плана | Pushing Boundaries                                          |
| 2021                      | AVN Award                 | Победа                    | Лучшая карантинная сцена секса (вместе с Аидрой Фокс, Алиной Лопес, Кендрой Спейд, Кристен Скотт и Уитни Райт) | Teenage Lesbian: One Year Later                             |
| 2021                      | AVN Award                 | Номинация                 | Лучшая сцена секса парень/девушка (вместе с Мануэлем Феррарой) | Pretty Little Sluts 3                                       |
| 2021                      | Fleshbot Award            | Номинация                 | Лучшая сцена группового секса (вместе с Коко Лавлок и Оливером Флинном) | Fuckhole                                                    |
| 2021                      | Fleshbot Award            | Номинация                 | Лучшее присутствие на фан-сайте | н/д                                                         |
| 2021                      | NightMoves Award          | Победа                    | Лучшая лесбийская исполнительница (выбор поклонников) | н/д                                                         |
| 2021                      | XBIZ Award                | Номинация                 | Лесбийская исполнительница года | н/д                                                         |
| 2021                      | XBIZ Award                | Номинация                 | Лучшая сцена секса — виньетка (вместе с Кайден Кросс и Мануэлем Феррарой) | Dance for Me                                                |
| 2021                      | XBIZ Award                | Номинация                 | Лучшая сцена секса — эротика (вместе с Райаном Маклейном) | Pushing Boundaries                                          |
| 2021                      | XCritic Award             | Номинация                 | Лучшая актриса | Under the Veil                                              |
| 2021                      | XCritic Award             | Номинация                 | Лучшая исполнительница | н/д                                                         |
| 2021                      | XRCO Award                | Номинация                 | Исполнительница года | н/д                                                         |
| 2022                      | AVN Award                 | Номинация                 | Исполнительница года | н/д                                                         |
| 2022                      | AVN Award                 | Победа                    | Лучшая ведущая актриса | Under the Veil                                              |
| 2022                      | AVN Award                 | Номинация                 | Лучшая лесбийская групповая сцена (вместе с Вайолет Старр и Эйприл О’Нил) | Burn So Bright Pt. 2                                        |
| 2022                      | AVN Award                 | Номинация                 | Лучшая сцена двойного проникновения (вместе с Миком Блу и Оливером Флинном) | Yoga Retreat                                                |
| 2022                      | AVN Award                 | Номинация                 | Лучшая сцена секса парень/девушка (вместе с Сетом Гэмблом) | The Red Room — Scene 3                                      |
| 2022                      | AVN Award                 | Номинация                 | Лучшая сцена триолизма (вместе с Коко Лавлок и Оливером Флинном) | Fuckhole (из Kink Label)                                    |
| 2022                      | AVN Award                 | Номинация                 | Наиболее эпатажная сцена (вместе с Джией Дерзой, Кэндис Дэр, Пейдж Оуэнс и Эммой Хикс) | Five Lesbians: Wild-Ass Anal Orgy! (из Frisky Anal Nymphos) |
| 2022                      | ED Award                  | Номинация                 | Артистка года | н/д                                                         |
| 2022                      | Fleshbot Award            | Номинация                 | Лучшая анальная сцена (вместе с Сетом Гэмблом) | Anal Envy: The Man In Charge                                |
| 2022                      | Fleshbot Award            | Номинация                 | Лучшая анальная сцена (вместе с Рики Джонсоном) | Sex Demon Ass Fucking                                       |
| 2022                      | Fleshbot Award            | Номинация                 | Лучшая транслесбийская сцена (вместе с Бриттни Кейд) | Well Fuck You Too!                                          |
| 2022                      | NightMoves Award          | Номинация                 | Лучшая исполнительница | н/д                                                         |
| 2022                      | NightMoves Award          | Номинация                 | Лучшая лесбийская исполнительница | н/д                                                         |
| 2022                      | XBIZ Award                | Победа                    | Лесбийская исполнительница года | н/д                                                         |
| 2022                      | XBIZ Award                | Номинация                 | Лучшая сцена секса — полнометражный фильм (вместе с Томми Пистолом) | Under the Veil                                              |
| 2022                      | XBIZ Award                | Номинация                 | Лучшая сцена секса — только девушки (вместе со Скарлетт Сэйдж и Скарлит Скандал) | Written in the Stars                                        |
| 2022                      | XBIZ Award                | Номинация                 | Лучшее актёрское исполнение — второй план | Under the Veil                                              |
| 2022                      | XRCO Award                | Номинация                 | Лучшая актриса | Under the Veil                                              |
| 2022                      | XRCO Award                | Номинация                 | Оргазмическая оралистка года | н/д                                                         |
| 2023                      | AVN Award                 | Номинация                 | Исполнительница года | н/д                                                         |
| 2023                      | AVN Award                 | Номинация                 | Лучшая ведущая актриса | Dark Is the Night                                           |
| 2023                      | AVN Award                 | Номинация                 | Лучшая сцена двойного проникновения (вместе с Миком Блу и Рамоном Номаром) | Kenna’s Red Hot DP! (из DP Me 13)                           |
| 2023                      | AVN Award                 | Номинация                 | Лучшая сцена мастурбации/стриптиза | Kenna’s Red Hot DP! (из DP Me 13)                           |
| 2023                      | AVN Award                 | Номинация                 | Лучшая сцена секса вчетвером/оргии (вместе с Анджелой Уайт, Джадой Кай, Джесси Сэйнт, Кензи Энн, Лэйси Лондон, Мази «Грешником», Мануэлем Феррарой, Мейтленд Уорд, Миком Блу, Морган Ли, Оливером Флинном и Септембер Рейн) | Sex Without Love (из Poetics for Tramps)                    |
| 2023                      | AVN Award                 | Номинация                 | Лучшая сцена секса мужчина/женщина (вместе с Сетом Гэмблом) | Dream Girl                                                  |
| 2023                      | AVN Award                 | Номинация                 | Лучшая сцена триолизма (Ж/Ж/М) (вместе с Данте Колле и Эмили Уиллис) | One Night in Los Angeles — Scene 3                          |
| 2023                      | Trans Erotica Award       | Номинация                 | Лучшая нетрансгендерная исполнительница | н/д                                                         |
| 2023                      | XBIZ Award                | Номинация                 | Исполнительница года | н/д                                                         |
| 2023                      | XBIZ Award                | Номинация                 | Лесбийская исполнительница года | н/д                                                         |
| 2023                      | XBIZ Award                | Номинация                 | Лучшая сцена секса — виньетка (вместе с Миком Блу и Оливером Флинном) | Anal Angels 6                                               |
| 2023                      | XBIZ Award                | Номинация                 | Лучшая сцена секса — виньетка (вместе с Анджелой Уайт, Джесси Сэйнт, Кензи Энн, Лэйси Лондон, Мази «Грешником», Мануэлем Феррарой, Мейтленд Уорд, Миком Блу, Морган Ли, Оливером Флинном и Септембер Рейн)                  | Poetics for Tramps                                          |
| 2023                      | XBIZ Award                | Номинация                 | Лучшая сцена секса — виртуальная реальность (вместе с Алексом Мэком и Анной Клэр Клаудс) | Duplicity                                                   |
| 2023                      | XBIZ Award                | Номинация                 | Лучшая сцена секса — гонзо (вместе с Миком Блу и Рамоном Номаром) | DP Me, Vol. 13                                              |
| 2023                      | XBIZ Award                | Номинация                 | Лучшая сцена секса — короткометражный фильм (вместе с Анной Клэр Клаудс и Троем Франсиско) | Lawless                                                     |
| 2023                      | XBIZ Award                | Номинация                 | Лучшая сцена секса — короткометражный фильм (вместе с Джесси Сэйнт, Кензи Энн, Лэйси Лондон, Мази «Грешником», Мануэлем Феррарой, Мейтленд Уорд, Миком Блу, Морган Ли, Оливером Флинном и Септембер Рейн)                   | Sex Without Love                                            |
| 2023                      | XBIZ Award                | Номинация                 | Лучшая сцена секса — полнометражный фильм (вместе с Данте Колле и Эмили Уиллис) | One Night in Los Angeles                                    |
| 2023                      | XBIZ Award                | Номинация                 | Лучшая сцена секса — полнометражный фильм (вместе с Сетом Гэмблом) | SpideyPool XXX: An Axel Braun Parody                        |
| 2023                      | XBIZ Award                | Номинация                 | Лучшая сцена секса — полнометражный фильм (вместе с Ванной Бардо, Джеем Смузом, Джией Дерзой, Коди Стилом и Робби Экоу) | The Invitation                                              |
| 2023                      | XBIZ Award                | Номинация                 | Лучшая сцена секса — только девушки (вместе с Джейн Уайлд) | True Lesbian: Kindred Spirits                               |
| 2023                      | XRCO Award                | Номинация                 | Лучшая актриса | Dark Is the Night                                           |
| 2024                      | AVN Award                 | Номинация                 | Лучшая лесбийская групповая сцена (вместе с Кензи Энн, Эйприл Олсен и Эммой Хикс) | Double, Double Date and Trouble (из Double Love)            |
| 2024                      | AVN Award                 | Номинация                 | Лучшая сцена секса парень/девушка (вместе с Миком Блу) | Reckless Episode 3: He Was Framed!                          |
| 2024                      | XBIZ Award                | Номинация                 | Лесбийская исполнительница года | н/д                                                         |
| 2024                      | XBIZ Award                | Номинация                 | Лучшая сцена секса — короткометражный фильм (вместе с Уиллом Паундером) | Long Lost Christmas                                         |
| 2024                      | XBIZ Award                | Номинация                 | Лучшая сцена секса — полнометражный фильм (вместе с Дэвидом Ли) | Behind the Scenes                                           |
| 2024                      | XBIZ Award                | Номинация                 | Лучшая сцена секса — полнометражный фильм (вместе с Джеймсом Бэнгом, Луми Рэй, Миком Блу и Уитни Райт) | More                                                        |
| 2024                      | XBIZ Award                | Номинация                 | Лучшая сцена секса — трансгендерный фильм (вместе с Джейн Венус и Лорен Филлипс) | Cupid’s Arrows                                              |
| 2024                      | XRCO Award                | Номинация                 | Лесбийская исполнительница года | н/д                                                         |
| 2025                      | AVN Award                 | Номинация                 | Лучшая актриса — короткометражный фильм | Who Rescued Who? IV                                         |
| 2025                      | AVN Award                 | Номинация                 | Лучшая лесбийская групповая сцена (вместе с Алексис Тэй и Кайли Рокет) | If You Love Me... Scene 2                                   |
| 2025                      | AVN Award                 | Номинация                 | Лучшая сцена секса вчетвером/оргии (вместе с Айзеей Максвеллом, Аной Фокс, Валентиной Наппи, Кендрой Сандерленд, Николь Доши, Огаст Скай, Сетом Гэмблом и Чарльзом Дерой)                                                   | Climax 4                                                    |
| 2025                      | XMA Award                 | Номинация                 | Лесбийская исполнительница года | н/д                                                         |
| 2025                      | XMA Award                 | Номинация                 | Лучшая сцена секса — гонзо (вместе с Мануэлем Феррарой и Эммой Хикс) | Penis Piñata Party Sneaky Lookalike Threesome               |
| 2025                      | XMA Award                 | Номинация                 | Лучшая сцена секса — оргия/групповая (вместе с Айзеей Максвеллом, Аной Фокс, Валентиной Наппи, Кендрой Сандерленд, Николь Доши, Огаст Скай, Сетом Гэмблом и Чарльзом Дерой)                                                 | Climax 4                                                    |
| 2025                      | XMA Award                 | Номинация                 | Лучшая сцена секса — фильм с парочками (вместе с Сетом Гэмблом) | If You Love Me                                              |
| 2025                      | XRCO Award                | Номинация                 | Оргазмическая оралистка года | н/д                                                         |

## Избранная фильмография
- 2015 — A Mother Daughter Thing 3
- 2015 — Glamour Solos 4
- 2015 — Lesbian Adventures: Older Women Younger Girls 8
- 2015 — Lesbian Beauties 14: Interracial
- 2015 — Mother Lovers Society 14[58]
- 2016 — A Lesbian Romance
- 2016 — A Soft Touch[59]
- 2016 — First Love
- 2016 — Going Bonkers
- 2016 — Lesbian Analingus 8
- 2016 — Lesbian Massage
- 2016 — Many Fucks Were Given
- 2016 — Pledge
- 2016 — Spring Break Fuck Parties 8
- 2017 — Best Of Webyoung Sisters
- 2017 — Erotic Tall Tales
- 2017 — Frigid
- 2017 — Interracial Encounters[60]
- 2017 — My Neighbor’s Wife 2
- 2018 — Classic Porn
- 2018 — Girl Time 2
- 2018 — Lesbian Anatomy
- 2018 — Peer Pressure
- 2018 — The Masseuse 12[61]
- 2021 — Under the Veil